# Joel Quenneville
 (mai 2018).
Si vous disposez d'ouvrages ou d'articles de référence ou si vous connaissez des sites web de qualité traitant du thème abordé ici, merci de compléter l'article en donnant les références utiles à sa vérifiabilité et en les liant à la section « Notes et références ».
Pour les articles homonymes, voir Quenneville.
Joel Quenneville (né le 15 septembre 1958 à  Windsor, Ontario, Canada) est un joueur professionnel canadien de hockey sur glace devenu entraîneur-chef.
Il était l'entraîneur-chef des Blackhawks de Chicago, des Blues de Saint-Louis, de l'Avalanche du Colorado et des Panthers de la Floride, dans la Ligue nationale de hockey.

## Biographie

### Carrière de joueur
Quenneville a été choisi au cours du repêchage amateur de la LNH 1978 au 21e rang par les Maple Leafs de Toronto.
Il joua son hockey junior avec les Spitfires de Windsor puis passa une saison dans la Ligue américaine de hockey avec les Hawks du Nouveau-Brunswick avant d'entamer sa carrière dans la LNH. Il disputera 13 saisons dans la LNH avec les Maple Leafs de Toronto, les Rockies du Colorado, les Devils du New Jersey, les Whalers de Hartford et les Capitals de Washington à sa dernière saison, saison au cours de laquelle il joua également dans la Ligue américaine de hockey avec les Skipjacks de Baltimore.

### Carrière d'entraîneur
Du temps où il évolue au sein des Maple Leafs de St John, il occupe le double poste de joueur et entraîneur puis il devint entraîneur des Indians de Springfield (LAH).
Il devient ensuite entraîneur-adjoint pour les Nordiques de Québec devenus ensuite l'Avalanche du Colorado. Il occupe ce poste pendant 3 ans et fait partie de l'aventure de 1996 où Colorado gagne la Coupe Stanley.
Il rejoint ensuite la franchise des Blues de Saint-Louis qu'il emmène à la première place de leur division au cours de la saison 1999-2000 de la LNH. Il gagne même cette année-là, à titre personnel, le trophée Jack-Adams. Il reste à la tête des Blues pendant 6 saisons, pendant lesquelles il réussit à 5 reprises à dépasser les 40 victoires sur la saison. En 2001, il est choisi pour être l'entraîneur de la sélection nord-américaine pour le Match des étoiles.
De 2004 à 2008, il est entraîneur de l'Avalanche du Colorado. Le 16 octobre 2008, il est nommé entraîneur-chef des Blackhawks de Chicago, en remplacement de Denis Savard, congédié le même jour.
Le 15 juin 2015, il remporte sa troisième Coupe Stanley comme entraîneur-chef des Blackhawks. Il devint l'un des rares entraîneurs avoir gagné trois coupes Stanley (2010, 2013 et 2015) au XXIe siècle.
Le 6 novembre 2018, les Blackhawks de Chicago congédient Joel Quenneville qui était leur entraîneur-chef.
Le 9 avril 2019, les Panthers de la Floride engagent Joel Quenneville comme leur nouvel entraîneur-chef.

## Statistiques

### Joueur de hockey
| Saison     | Équipe                     | Ligue      |     | Saison régulière | Saison régulière | Saison régulière | Saison régulière | Saison régulière |   | Séries éliminatoires | Séries éliminatoires | Séries éliminatoires | Séries éliminatoires | Séries éliminatoires |
| Saison     | Équipe                     | Ligue      | PJ  | B                | A                | Pts              | Pun              | PJ               | B | A                    | Pts                  | Pun                  |                      |                      |
| 1975-1976  | Spitfires de Windsor       | OHA        | 66  | 15               | 33               | 48               | 61               |                  |   |                      |                      |                      |                      |                      |
| 1976-1977  | Spitfires de Windsor       | OHA        | 65  | 19               | 59               | 78               | 169              |                  |   |                      |                      |                      |                      |                      |
| 1977-1978  | Spitfires de Windsor       | OHA        | 66  | 27               | 76               | 103              | 114              |                  |   |                      |                      |                      |                      |                      |
| 1978-1979  | Hawks du Nouveau-Brunswick | LAH        | 16  | 1                | 10               | 11               | 10               |                  |   |                      |                      |                      |                      |                      |
| 1978-1979  | Maple Leafs de Toronto     | LNH        | 61  | 2                | 9                | 11               | 60               | 6                | 0 | 1                    | 1                    | 4                    |                      |                      |
| 1979-1980  | Maple Leafs de Toronto     | LNH        | 32  | 1                | 4                | 5                | 24               |                  |   |                      |                      |                      |                      |                      |
| 1979-1980  | Rockies du Colorado        | LNH        | 35  | 5                | 7                | 12               | 26               |                  |   |                      |                      |                      |                      |                      |
| 1980-1981  | Rockies du Colorado        | LNH        | 71  | 10               | 24               | 34               | 86               |                  |   |                      |                      |                      |                      |                      |
| 1981-1982  | Rockies du Colorado        | LNH        | 64  | 5                | 10               | 15               | 55               |                  |   |                      |                      |                      |                      |                      |
| 1982-1983  | Devils du New Jersey       | LNH        | 74  | 5                | 12               | 17               | 46               |                  |   |                      |                      |                      |                      |                      |
| 1983-1984  | Whalers de Hartford        | LNH        | 80  | 5                | 8                | 13               | 95               |                  |   |                      |                      |                      |                      |                      |
| 1984-1985  | Whalers de Hartford        | LNH        | 79  | 6                | 16               | 22               | 96               |                  |   |                      |                      |                      |                      |                      |
| 1985-1986  | Whalers de Hartford        | LNH        | 71  | 5                | 20               | 25               | 83               | 10               | 0 | 2                    | 2                    | 12                   |                      |                      |
| 1986-1987  | Whalers de Hartford        | LNH        | 37  | 3                | 7                | 10               | 24               | 6                | 0 | 0                    | 0                    | 0                    |                      |                      |
| 1987-1988  | Whalers de Hartford        | LNH        | 77  | 1                | 8                | 9                | 44               | 6                | 0 | 2                    | 2                    | 2                    |                      |                      |
| 1988-1989  | Whalers de Hartford        | LNH        | 69  | 4                | 7                | 11               | 32               | 4                | 0 | 3                    | 3                    | 4                    |                      |                      |
| 1989-1990  | Whalers de Hartford        | LNH        | 44  | 1                | 4                | 5                | 34               |                  |   |                      |                      |                      |                      |                      |
| 1990-1991  | Skipjacks de Baltimore     | LAH        | 59  | 6                | 13               | 19               | 58               | 6                | 1 | 1                    | 2                    | 6                    |                      |                      |
| 1990-1991  | Capitals de Washington     | LNH        | 9   | 1                | 0                | 1                | 0                |                  |   |                      |                      |                      |                      |                      |
| 1991-1992  | Maple Leafs de Saint-Jean  | LAH        | 73  | 7                | 23               | 30               | 58               | 16               | 0 | 1                    | 1                    | 10                   |                      |                      |
| Totaux LNH | Totaux LNH                 | Totaux LNH | 803 | 54               | 136              | 190              | 705              | 32               | 0 | 8                    | 8                    | 22                   |                      |                      |

### Entraîneur-chef
| Saison    | Équipe                 | Ligue |    | PJ | V  | D  | N  | Pr   | % V                  |  | Séries éliminatoires |
| 1993-1994 | Indians de Springfield | LAH   | 80 | 29 | 38 | 13 | 0  | 44,4 | Éliminés au 1er tour |  |                      |
| 1996-1997 | Blues de Saint-Louis   | LNH   | 40 | 18 | 15 | 7  | 0  | 53,8 | Éliminés au 1er tour |  |                      |
| 1997-1998 | Blues de Saint-Louis   | LNH   | 82 | 45 | 29 | 8  | 0  | 59,8 | Éliminés au 2e tour  |  |                      |
| 1998-1999 | Blues de Saint-Louis   | LNH   | 82 | 37 | 32 | 13 | 0  | 53   | Éliminés au 2e tour  |  |                      |
| 1999-2000 | Blues de Saint-Louis   | LNH   | 82 | 51 | 19 | 11 | 1  | 69,5 | Éliminés au 1er tour |  |                      |
| 2000-2001 | Blues de Saint-Louis   | LNH   | 82 | 43 | 22 | 12 | 5  | 62,8 | Éliminés au 3e tour  |  |                      |
| 2001-2002 | Blues de Saint-Louis   | LNH   | 82 | 43 | 27 | 8  | 4  | 59,8 | Éliminés au 2e tour  |  |                      |
| 2002-2003 | Blues de Saint-Louis   | LNH   | 82 | 41 | 24 | 11 | 6  | 60,4 | Éliminés au 1er tour |  |                      |
| 2003-2004 | Blues de Saint-Louis   | LNH   | 61 | 29 | 23 | 7  | 2  | 54,9 | -                    |  |                      |
| 2005-2006 | Avalanche du Colorado  | LNH   | 82 | 43 | 30 | 0  | 9  | 57,9 | Éliminés au 2e tour  |  |                      |
| 2006-2007 | Avalanche du Colorado  | LNH   | 82 | 44 | 31 | 0  | 7  | 57,9 | Non qualifiés        |  |                      |
| 2007-2008 | Avalanche du Colorado  | LNH   | 82 | 44 | 31 | 0  | 7  | 57,9 | Éliminés au 2e tour  |  |                      |
| 2008-2009 | Blackhawks de Chicago  | LNH   | 78 | 45 | 22 | 0  | 11 | 64,7 | Éliminés au 3e tour  |  |                      |
| 2009-2010 | Blackhawks de Chicago  | LNH   | 82 | 52 | 22 | 0  | 8  | 68,3 | Vainqueurs           |  |                      |
| 2010-2011 | Blackhawks de Chicago  | LNH   | 82 | 44 | 29 | 0  | 9  | 59,1 | Éliminés au 1er tour |  |                      |
| 2011-2012 | Blackhawks de Chicago  | LNH   | 82 | 45 | 26 | 0  | 11 | 61,6 | Éliminés au 1er tour |  |                      |
| 2012-2013 | Blackhawks de Chicago  | LNH   | 48 | 36 | 7  | 0  | 5  | 80,2 | Vainqueurs           |  |                      |
| 2013-2014 | Blackhawks de Chicago  | LNH   | 82 | 46 | 21 | 0  | 15 | 65,2 | Éliminés au 3e tour  |  |                      |
| 2014-2015 | Blackhawks de Chicago  | LNH   | 82 | 48 | 28 | 0  | 6  | 62,2 | Vainqueurs           |  |                      |
| 2015-2016 | Blackhawks de Chicago  | LNH   | 82 | 47 | 26 | 0  | 9  | 62,8 | Éliminés au 1er tour |  |                      |
| 2016-2017 | Blackhawks de Chicago  | LNH   | 82 | 50 | 23 | 0  | 9  | 66,5 | Éliminés au 1er tour |  |                      |
| 2017-2018 | Blackhawks de Chicago  | LNH   | 82 | 33 | 39 | 0  | 10 | 46,3 | Non qualifiés        |  |                      |
| 2018-2019 | Blackhawks de Chicago  | LNH   | 15 | 6  | 6  | 0  | 3  | 50,0 | -                    |  |                      |
| 2019-2020 | Panthers de la Floride | LNH   | 69 | 35 | 26 | 0  | 8  | 56,5 | Éliminés au 1er tour |  |                      |